# Geolycosa micanopy
Geolycosa micanopy là một loài nhện trong họ Lycosidae.
Loài này thuộc chi Geolycosa. Geolycosa micanopy được Alfred Russel Wallace miêu tả năm 1942.